# Malușîne, Putîvl
Malușîne (în ucraineană Малушине) este un sat în comuna Kozace din raionul Putîvl, regiunea Sumî, Ucraina.

## Demografie
Componența lingvistică a localității Malușîne
     Rusă (96%)
     Ucraineană (4%)
Conform recensământului din 2001, majoritatea populației localității Malușîne era vorbitoare de rusă (96%), existând în minoritate și vorbitori de ucraineană (4%).